# الحديقة الوطنية بالفايجة
الحديقة الوطنية بالفايجة هي حديقة وطنية تونسية تقع في الشمال الغربي التونسي، قرب الحدود التونسية الجزائرية، على بعد 195 كم من مدينة تونس، وهي لا تبعد إلا 17 كم عن مدينة غار الدماء و49 كم عن مدينة جندوبة. وهي تمسح 2632 هآ، وتضم أجمل غابات الزان والفرنان بشمال أفريقيا. بعثت هذه الحديقة الوطنية عام 1990 بمقتضى الأمر الرئاسي رقم 90-907 بتاريخ 4 جوان 1990.

## الثروة الحيوانية
تضم الحديقة حولي 25 نوع من الثدييات، يمثل الأيل الأطلسي (أو الأيل البربري) أهم الحيوانات التي تميز غابة الفايجة والتي من أجله أحدثت محمية خصصت لحمايته ورعايته. ويعتبر الخنزير البري بفضل حرثه للأرض بفناطيسه بحثا عن الأكل، من الحيوانات التي تساعد على نمو البذور. أما ثعلب الأطلسو الزيردة والدلدل والارنب البري فهي من اللبونات التي كانت ولا زالت تعيش بالحديقة، ويعد سبع من الثدييات التي تم إعادة احيائها بالحديقة هذا إلى جانب النمس الذي يعيش خاصة بالأحراج والذي عرف بحدة بصره وذكائه، لذلك يضرب به المثل فيقال:«فلان عينه كعين النمس». وهو ماهر في صيد الأفاعي، إذ رغم فقدانه لجهاز مناعة يحميه سم الأفاعي فإنه لا يخشي مصارعتها. ومن الخفافيش من اختار تجاويف الأشجار الغابية لتقيم فيها، إذ يطيب العيش للخفاش الصغير في تجويف أشجار الفرنان.وهناك ثدييات منقرضة من الفايجة ومن كامل تونس مثل الايل الاسمر الأوروبي والاسد البربري والنمر البربري والثور البري.
وتعد الطيور أكثر من 100 نوعا، تختاف بين مهاجرة وقارة.فيعيش نقار الخشب في غابة الزان صحبة النقار الأخضر والنقار الشامي الذي يتغذى من الحشرات واليرقات التي يستخرجها من بين قشور جذوع الأشجار بواسطة منقاره الصلب والذي بفضل ذنبه الناعم يستند إلى جذوع الأشجار ليقف. كما يقوم البوحريش بدور حارس الغابة، إذ بصوته المميز يحذر بقية حيوانات الغابة من الخطر الذي قد يطرأ فجأة. ومما يميز هذا الطير كذلك قدرته على تقليد أصوات الطيور الأخرى.
ويعتبر صقر بولحناش كما يدل عليه اسمه من الطيور التي عرفت بملاعبتها للثعابين التي تتغذى بها. ومن الجوارح كذلك من اختارت القمم الصخرية لتعشش فيها وتراقب من أعلاها فريستها. فمنها من لها طباع نهارية مثل الساف والبوجرادة الذي يعيش بكاف النقشة وكاف ستاتير.
أما الزواحف والضفدعيات فقد أحصي منها 21 نوعا، حيث تعتبر سحلية الجزائر وسحلية الجدران وشحمة الرمل وأبو بريص من السحالي الأكثر انتشارا بالفهوات الصخرية للحديقة. أما أفعى لتاسط والأفعى الموريكانية فلا توجدان الا بقلة في بعض الأماكن من الحديقة. غير أن حفث نعل الفرس وحفث القافية وحفث مونوبيليه فهي متواجدة بكثرة بالأحراج. ومن الضفادع من اختارت مجاري المياه والعيون لتعيش وتتكاثر فيها، حيث نجد ضفدع الشجر، وتعيش الضفدعة أم بلعوم صحبة الضفدع الضحاك على حافة وادي الشهيد ووادي البطحاء. أما بين جذوع نبات الديس فتقطن السلحفاة الرومية مختبئة عن الأخطار. وللحشرات مكانة هامة بالفايجة حيث أن السراعيف الراهبة التي تتسبب في ضغط على بقية الحشرات الأخرى من الحنضب والقرنبي والعصوية إضافة إلى أعداد وفيرة من النحل. هذا بالإضافة إلى عدد وفير من الفراشات الجميلة مثل الفراشة القمرية المذنبة وفراشة كليوبترا التي ترعى بالحديقة.

## سيد الغابة: الأيل الأطلسي
يعد الأيل الأطلسي من أجمل الثدييات بالحديقة. إذ يتميز بوبر بني اللون، قاتم في فصل الشتاء وباهت في الصيف مع وجود علامات بيضاء بالجانبين، وللأيل بطن وخاصرة باهتتا اللون وذيل قصير كستاني اللون في أعلاه. ويختلف وزن الذكر عن الأنثى، إذ يتراوح وزن الذكر بين 150 و220كلغ أما الأنثى فيتراوح وزنها بين 100 و150 كلغ، ويبلغ ارتفاع غاربه 140 صم وطول جسمه يختلف بين 130و 140صم من فرد لأخر. ويتمتع ذكر الأيل على خلاف الأنثى بقرون متشعبة ذات اللون الكستاني والذي يصل طولها 120صم ووزنها يتجاوز أحيانا 3.5كلغ، ثم إنه بفضل عدد عقد هذه القرون يمكن تحديد سن الأيل حيث تساوي كل عقدة سنة من عمره، ويسقط الأيل قرونه مرة كل سنة في شهر فيفري ومارس ويعوضها بفروع إضافية.

## الثروة النباتية

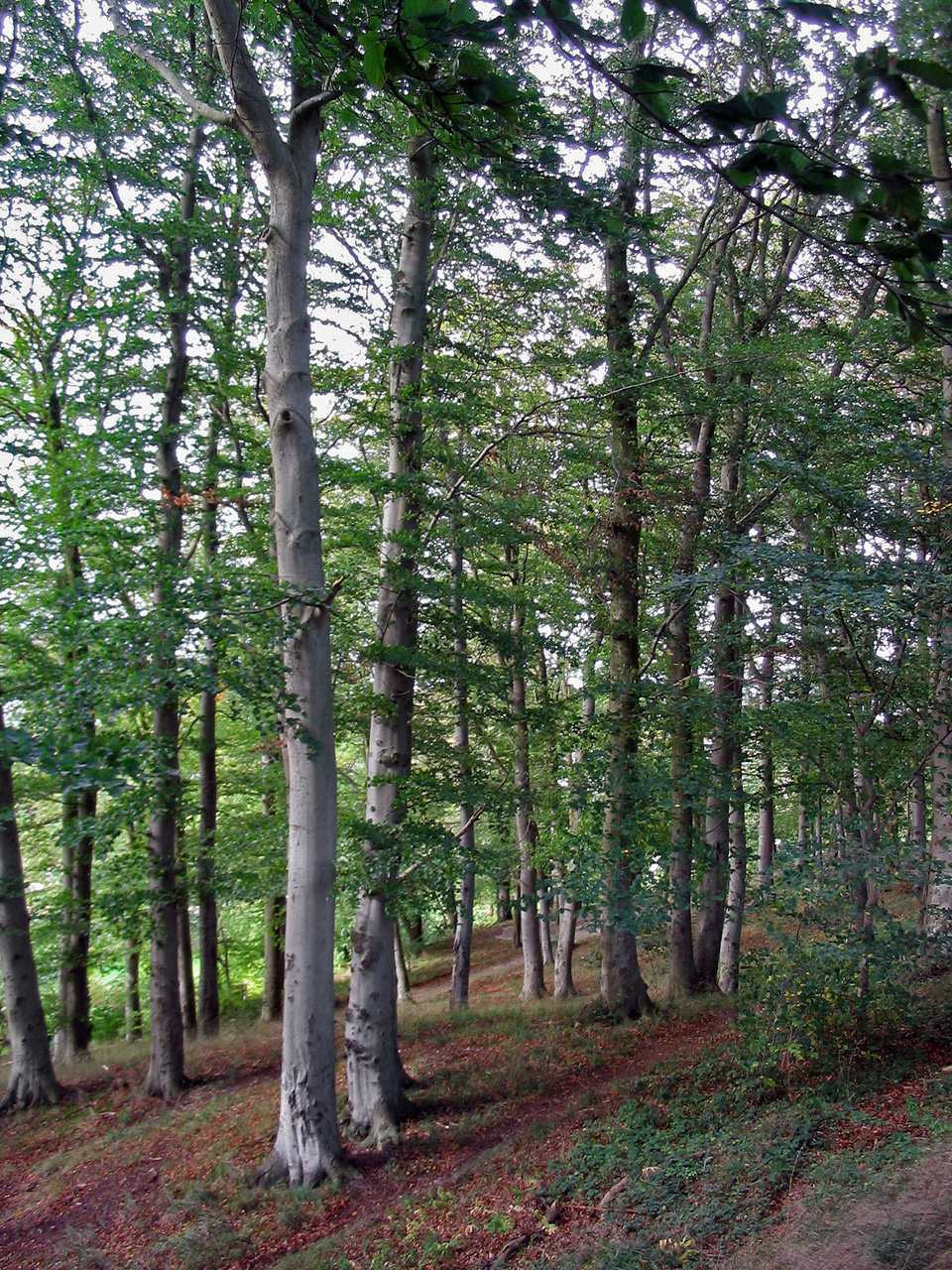
أشجار الزان المميزة للمحمية.

تغطي الثروة النباتية بالحديقة مساحة 2632 هك وتتنوع بتنوع عواملها المناخية والطبوغرافية والجيولوجية ونوعية الأرض. حيث تعتبر الفايجة أهم منطقة في سلسلة جبال خمير من حيث عدد النبات ووفرته. فتكسو مرتفعات الفايجة غابة الزان التي تمتد على مساحة 1362 هك، وغابة الفرنان التي تمتد على مساحة 234 هك، غير أن 655 هك من مساحة الحديقة مغطاة بأشجار الزان والفرنان معا.
تضفي غابة الزان على الحديقة جمالا يميزها على جميع الحدائق الوطنية الأخرى.غير أن في فصل الخريف تجرد الرياح أشجار الزان من أوراقها، لتجددها في فصل الربيع على عكس أشجار الفرنان التي تحتفظ بأوراقها طيلة السنة ولا تعوضها إلا كل سنتين تدريجيا، وتهدي أشجار الفرنان قشورها أو الخفاف للإنسان فيقع جمعها مرة كل 9 أو 13 سنة. على عكس أشجار الزان تمنح أشجار الفرنان بشكلها وتباعدها الواحدة عن الأخرى، الظروف الملائمة لتعيش العديد من الشجيرات والعشيبات تحت جذوعها. فنجد شجيرات الريحان وإلياسمين البري وشجيرات الملية، وشجيرة الذرو والأرنج. ومع مرور الزمن تكون غطاء نباتي جديد يميز الأحراج يتكون من نبات القندول والقتم والديس، وذلك نتيجة ما ألحقته النيران والرعي بالغطاء النباتي.
كما أن للبوحداد مكان هام بين نباتات الأحراج. داخل الغابة تنمو كذلك نباتات غريبة مثل الفطريات كالبولطيس والإناتية اللتان تشكلان غذاء الثعالب والزيردة.
وبهذه المناطق أيضا نجد فوق جذوع الأشجار وأغصانها نباتات بحكم تركيبتها الفيزيولجية تحبذ الظل، مثل الحزاز ونبات اللبلاب ونبات السدم. كذلك، بهذه الغابة يعيش نبات الرند والسعتر الملكي وشجرة الذرذار والحامول المائي والعود الأحمر وعود الماء أو التاشة والتي أهدت اسمها لوادي تاسة وعين تاشة بحديقة الفايجة.
كما تضم الحديقة مجموعة من النباتات المهددة بالانقراض ومن أهمها : السحالي التي تميز غابة الفايجة بجمال أزهارها، ونبات الحلحال والدفلة والعنصل والوزان، ونبات السرخس الذي منذ عشرات آلاف السنين كونت أسلافه الغابة البدائية.

## دور المحمية
كانت منطقة الفايجة تأوي الإنسان وتوفر له المأوى والغذاء والثياب التي يحيكها من جلد الحيوانات. كما كان ولا زال الإنسان يستغل نبات الريحان والحلحال لاستخراج زيوته للتعطر، واستعمال سحيقه لمعالجة آلام مختلفة. كما استغل أيضا سكان الغابة خشب الزان والذرذار لبناء المساكن وصناعة الأدوات الفلاحية والمنزلية. كما كانت ولا زالت قشور الفلين أو الخفاف تستعمل لصناعة خلايا النحل والتحف والأدوات المنزلية نظرا لجمالها وخفة وزنها.
بيد أن الاستغلال المفرط للخيرات الطبيعية بالجهة خلق ضغطا على الغطاء النباتي وعلى الثروة الحيوانية، التي انقرض منها جزء هائل، حيث اندثر الثور البري منذ العهد الروماني نتيجة الإفراط في صيده، كما أنقرض الأسد مع أوائل عام 1900 فهو الذي كان يمثل سيد الغابة منذ قرون. وبقيت بعض الوحوش مثل الكركيل إلى حد عام 1930 ثم انقرضت لتترك تاج الملوكية للأيل الأطلسي الذي كاد ينقرض بدوره. مما دعى إلى ضرورة حماية هذا الفضاء الطبيعي وقد انطلقت هذه الحماية مع إحداث مركز للغابات بالفايجة عام 1908 يقع من خلاله التصرف بحكمة في الثروة الغابية والحيوانية. وفي عام 1962 انجز سياج لمحمية تمسح 417 هك قصد حماية قطيع الأيل الأطلسي المتبقي ومساعدته على تنمية أعداده وتكاثرها. وفي عام 1966 أدرجت محمية الفايجة ضمن قائمة محميات الصيد البري. وفي عام 1990 توسعت المحمية إلى حديقة وطنية على مساحة 2632 هك بمقتضى أمر رئاسي.
المؤرخ في 04 جوان 1990 فتمت صيانة الحديقة بسياج دائري على مسافة 32 كلم وشهدت برنامجا كاملا من أعمال التهيئة. وفي عام 1999 بعثت الجمعية ذات المصلحة المشتركة لمتساكني غابة الفايجة وهي تجسيما للتنمية المستديمة بالجهة.
تعتبر غابة الفايجة من أحسن غابات الزان في العالم كما أقر بذلك عالم النبات (Debazac 1951) فهي قبلة للزائرين وهواة البيئة وملجأ الهاربين من المدن وضجيجها، تفتح إليهم أحضانها وتستقبتهم بسحرها وجمالها الخلاب.